# Blackford Dolphin
Blackford Dolphin – напівзанурене бурове судно, яке розпочало свою діяльність ще в 1970-х роках.

## Загальна інформація

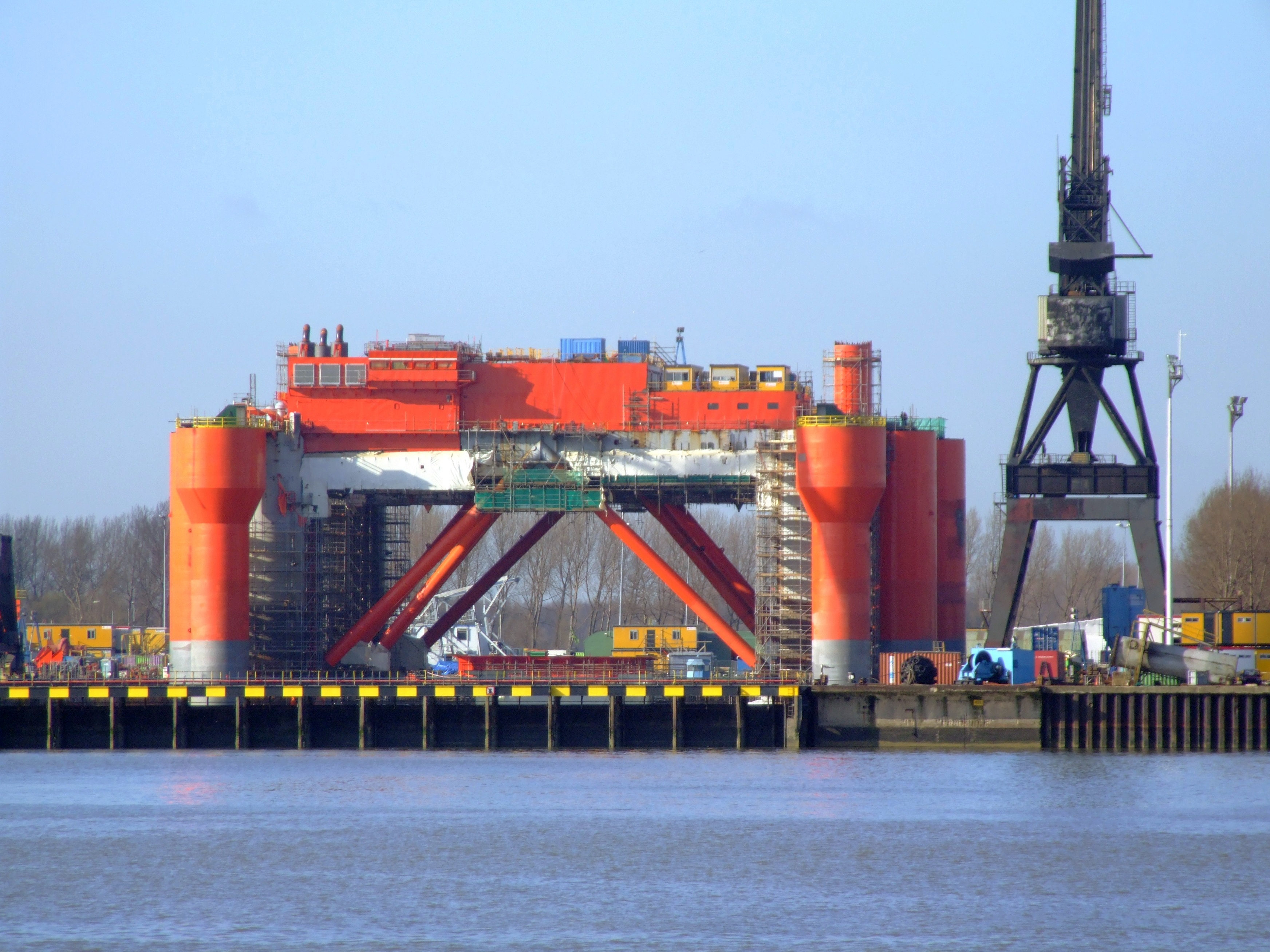
судно під час реконструкції у Роттердамі e 2007 році

Судно спорудили у 1974 році на як Norjarl (Нурярл) на верфі Aker Kværner Verdal (дообладнання провела верф Bergen Mekaniske Verksted). Його замовником виступили норвезькі компанії Gotaas Larsen (наразі має назву Golar LNG та є одним з лідерів у секторі операцій зі зрідженим природним газом) та Rowan Drilling Company (RDC).
Судно відносилось до типу Aker H-3 – вдалого проекту напівзанурених бурових платформ, за яким спорудили майже три десятки одиниць. Norjarl міг бурити при глибині моря до 200 м.
У 2006–2007 роках на верфі Keppel Verolme в Роттердамі провели масштабну модернізацію судна, після якої воно отримало змогу провадити буріння в районах з глибиною моря до 2100 м. Монтаж нової бурової вежі здійснили плавучі крани великої вантажопідйомності Rambiz та Matador 3, які спершу завантажили її на баржу, а потім перенесли на бурову платформу. Строк експлуатації після модернізації подовжили на 20 років.
У 2013–2014 роках на верфі Harland and Wolff Heavy Industries у Белфасті судно отримало новий житловий блок на 130 осіб та нове генераторне обладнання.

## Служба судна
Судно почало свою службу роботу на тлі розгортання масштабного нафтогозовидобутку у Північному морі.
В 1982 році Norjarl придбала та перейменувала на Ocean Liberator компанія Odeco (у 1992-му поглинена Diamond M Corporation, яка невдовзі після цього змінила назву на Diamond Offshore Drilling).
Станом на середину 1992-го судно знаходилось у ірландському секторі Кельтського моря, де провадило буріння на блоці 48/30 у інтересах компанії Marathon (здійснювала розробку найбільшого газового родовища Ірландії Кінсейл-Гед). По завершенні цього контракту, в кінці літа 1992-го, воно узялось за спорудження розвідувальної свердловини 48/19-2 у сусідньому блоці 48/19, де провадила пошуки компанія Bula Resources. Метою свердловини з проектною глибиною 3440 метрів було перевірити відкладення нижньої крейди на наявність газу, проте на тестуванні вона дала лише невеликий приплив нафти – 100 барелів на добу.
У квітні 1993 року Ocean Liberator повели на буксирі з англійського Фалмута у Чорне море. При цьому для проходження під мостами у протоці Босфор було потрібно демонтувати 48-метровий кран. На час чорноморської експедиції судно мало базуватись у болгарських портах Балчик та Варна. Першим виконаним у новому регіоні завданням стала свердловина Galata-1, споруджена у на замовлення компанії Texaco  в болгарському секторі Чорного моря. Закладена в районі з глибиною моря 35 метрів, вона мала довжину 2650 метрів та відкрила газове родовище Галата – перше офшорне родовище Болгарії.
У 1994 році Ocean Liberator розпочало розвідувальну кампанію у румунському секторі Чорного моря на замовлення консорціуму, очолюваного компанією Enterprise. Перша свердловина Rapsodia-1 довжиною 3722 метра, закладена в районі з глибиною моря 101 метр, виявила газопрояви. Таким саме виявився результат і від спорудженої в районі з глибиною моря 85 метрів свердловини Doina-1, яка мала довжину у 3025 метрів. Нарешті, закладена того ж 1995 року лише в чотирьох сотнях метрів від попередньої свердловина Doina-2 виявила газове родовище Дойна.
Взимку 1996 року Ocean Liberator перейшло з Чорного моря до західного узбережжя Африки, де у економічній зоні Нігерії воно мало спорудити дві свердловини на замовлення компанії Ashland Oil. Після виконання цих робіт в середині 1996-го судно вирушило до Габону, де замовником виступала компанія Amoco.  Наприкінці 1996-го Ocean Liberator завершило своє габонське завдання, після чого перейшло до узбережжя Південно-Африканської Республіки. Тут до початку червня 1997-го воно здійснювало буріння для компанії Mossgas, яка провадила кампанію з розвитку газового родовища F-A.
Після цього судно повернулось у Нігерію та в серпні 1997-го завершило буріння свердловини Okwori-4 для тієї ж Ashland Oil. Первісно планувалось, що це буде лише початком у серії з кількох свердловин, проте Ashland Oil була вимушена розірвати контракт через анулювання її ліцензії нігерійською владою. В цих умовах наступним місцем роботи Ocean Liberator могло знову стати Північне море, де потенційним замовником на період у 2 – 3 роки виступала компанія Amerada Hess. Втім, у підсумку судно залишилось на заході Африки, де протягом 1998-року займалось спорудженням свердловин для італійської Agip на родовищі Кітіна (Республіка Конго). Останню, шосту, свердловину почали в грудні 1998-го, а вже у лютому 1999-го Ocean Liberator було вільне для наступного найму, оскільки Agip вирішила не подовжувати контракт.
У першій половині 2000-го поблизу узбережжя Гани судно спорудило розвідувальну свердловину Western Tano 1X довжиною 3500 метрів, яка на тестуванні дала приплив нафти на рівні 1000 барелів на добу з відкладень верхньої крейди. Очікували, що на півтори сотні метрів нижче, у нижній крейді, має бути більш значний поклад, проте через проблеми з тиском буріння довелось перервати. Далі того ж року Ocean Liberator побувало у Кот-д'Івуарі, а в грудні за контрактом з компаніями Devon/Santa Fe розпочало буріння свердловини Dolphin-1 у ганському секторі Гвінейської затоки, в районі з глибиною моря 100 метрів. Ця свердловина виявилась сухою.
Станом на початок березня 2001-го Ocean Liberator повернулось до Кот-д'Івуару. Як показують звіти власника судна за липень та жовтень цього року, воно перебувало тут у простої.
На початку 2002-го Ocean Liberator працювало у Гвінеї-Бісау. Тут спорудили розвідувальну свердловину Sinapa-1, яка на глибині 1100 метрів зустріла соляний горизонт та так і не змогла перетнути його до завершення буріння. Бічний стовбур також залишився у соляних відкладеннях без контакту з ціловим резервуаром.
Станом на середину 2002 року Ocean Liberator перебувало на сенегальській верфі, а восени здійснили його буксирування до Південно-Африканської республіки, де воно провело кілька років у простої.
У 2005 році судно за 13,6 млн доларів США придбала норвезька компанія Fred. Olsen Energy (у 2018-му змінила назву на Dolphin Drilling), яка перейменувала його на Blackford Dolphin. Після модернізації у Роттердамі платформа вирушила до Гани, де спершу виконала завдання для компанії Tullow Oil. У жовтні 2008 вона почала буріння оціночної свердловини Hyedua-2, закладеної в районі з глибиною моря 1246 метрів. Вже у січні 2009-го повідомили, що свердловина була пробурена до відмітки у 3663 метра та підтвердила поширення покладів нафтового родовища Джубілі, До середини року Blackford Dolphin брало участь у роботах по освоєнню Джубілі, де спорудило дві свердловини в районах з глибиною моря 1317 та 1200 метрів.
Наступний контракт судна також був пов’язаний із Ганою. У вересні 2009-го Blackford Dolphin завершило спорудження розвідувальної свердловини Sankofa-1A, замовленої компанією Vitol. Закладена в районі з глибиною моря 866 метрів, ця свердловина досягнула глибини 3074 метра та виявила газове родовище Sankofa.
Після цього Blackford Dolphin полишило Гвінейську затоку та попрямувало до узбережжя Оману, де в останньому кварталі 2009-го виконало роботи зі спорудження однієї свердловини в інтересах індійської компанії Reliance Petroleum, яка зафрахтувала судно на три роки. На самому початку 2010-го Blackford Dolphin прибуло до Какінади на узбережжі індійського штату Андхра-Прадеш, проте на той час плани Reliance Petroleum суттєво змінились. Певний час судно проходило ремонт, а влітку полишило Індію та попрямувало до Бразилії. Тут воно спершуспорудило свердловини Carambola-A та Carambola-B для компанії Maersk, яка провадила розвідку у блоці BM-C-37 в басейні Сантос.
Навесні 2011-го Blackford Dolphin на замовлення компанії Statoil пробурило свердловину PRG-2D-RJS, яка відкрила поклади нафти на структурі Peregrino South (як і у випадку з блоком BM-C-37, буріння відбувалось у районі з доволі незначною глибиною моря – 120 метрів). Далі була споруджена свердловина Pelicano-1-RJS для компанії Sonangol. Під час її буріння виникли проблеми, що зсунуло завершення робіт на кілька місяців. Після цього у другій половині 2012-го судно спорудило одну свердловину для компанії Anadarko, а у грудні 2012-го узялось за контракт на 3 свердловини (Kangaroo-1, Emu/Cassowary-1, Bilby-1 ) для компанії Karoon Petroleo & Gas. У червні 2013-го Blackford Dolphin розпочало роботи на ще одній свердловині для Anadarko – оціночній Wahoo-5 у блоці BM-C-30. Завдяки їй вдалось виявити додаткові запаси нафти на східному фланзі структури  Wahoo.

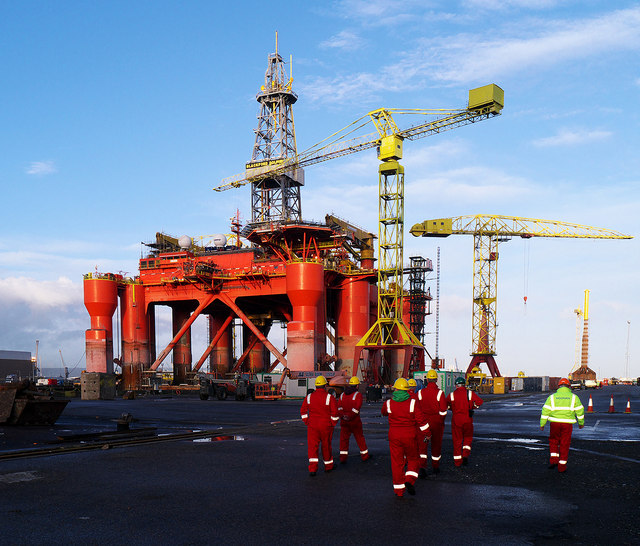
Blackford Dolphin під час ремонту у Белфасті в 2013 році

У кінці липня 2013-го судно вирушило для проведення п’ятирічних регламентних робіт на верфі Harland and Wolff Heavy Industries у Белфасті. Планувалось, що вже у 1-му кварталі 2014-го Blackford Dolphin візьметься за спорудження у Північному морі свердловини для компанії MPX North Sea, проте у підсумку ремонт затягнувся і Blackford Dolphin полишило верф лише в середині червня. Буріння свердловини Aragon у блоці 9/14a почалось у першій половині липня та тривало майже до кінця жовтня, проте цільовий горизонт виявився заповненим водою.
Затримка з ремонтом призвела до відміни контракту з компанією Cairn Energy на спорудження оціночної свердловини поблизу Spanish Point на західному узбережжі Ірландії – вирішили, що провадити роботи в цьому районі у зимовий період недоцільно (втім, у підсумку в 2015-му спорудження цієї свердловини було скасоване з інших причин). Як наслідок, наступними роботами для Blackford Dolphin стало спорудження трьох свердловин для компанії Nexen Petroleum – 12A Ravel пробурили в 2014-му, а Sparrowhawk та Manhatten в 2015-му.
Далі Blackford Dolphin зафрахтувала на 18 місяців (з правом продовження) компанія Chevron North Sea. Відомо, що восени 2015-го судно провадило буріння на газоконденсатному родовищі Алдер. У підсумку контракт з Chevron завершився в квітні 2017-го, після чого Blackford Dolphin перевели до норвезького Flekkefjord, де потрапило у простій.
З травня по листопад 2018-го Blackford Dolphin провело спорудження трьох свердловин для BP у британському секторі Північного моря, після чого знову вирушило до Flekkefjord.
Існувала ймовірність, що судно задіють для робіт за контрактом із i3 Energy, проте в підсумку тут використали іншу бурову установку тієї ж компанії – Borgland Dolphin. Станом на серпень 2020-го Blackford Dolphin все ще перебувало у Flekkefjord. Втім, за пару місяців щодо нього уклали 15-місячний контракт з мексиканською компанією PEMEX, і в грудні 2020-го судно почало буріння першої свердловини – SAAP-1EXP.